# Hălăucești
Hălăuceşti es una comuna ubicada en el distrito de Iași, Rumania.

## Superficie
Cuenta con una superficie de 51,26 kilómetros cuadrados.

## Demografía
Hasta 2021 la población era de 4053 habitantes, con una densidad de población de 79,07 habitantes por kilómetro cuadrado.